# Fidelio

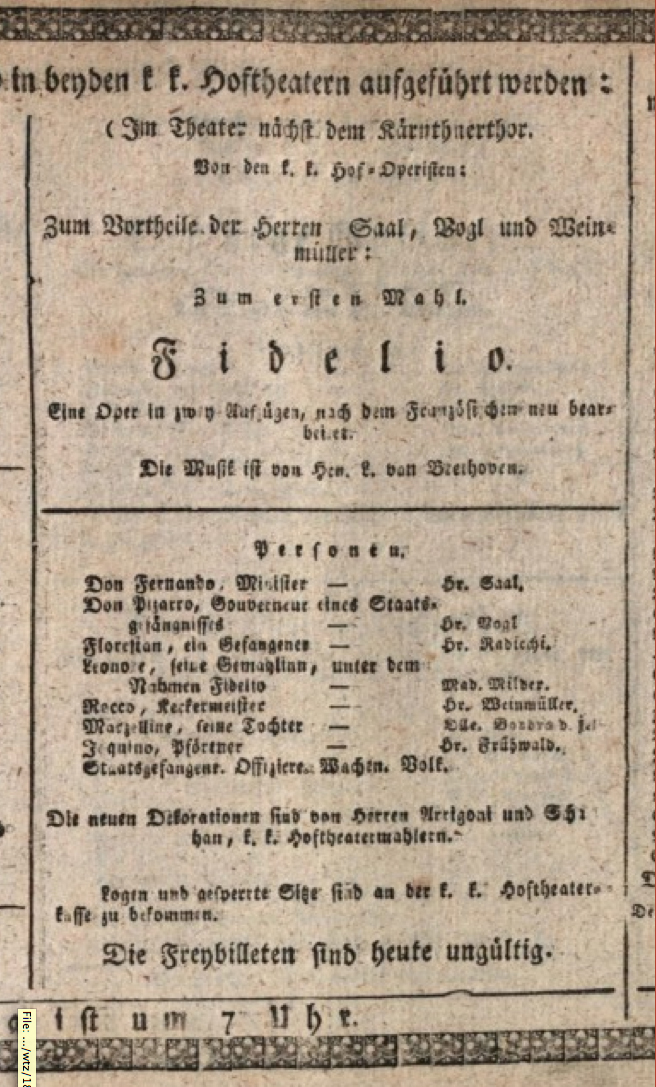
Fidelio, programma voor de première (van de derde en definitieve versie van de opera) op 23 mei 1814 in het Kärntnertortheater

Fidelio oder Die Eheliche Liebe (opus 72) is de enige opera die Ludwig van Beethoven schreef. De uiteindelijke versie kent twee actes, de oorspronkelijke versie, getiteld "Leonore", kent er drie.
Het Duitse libretto werd geschreven door Joseph Sonnleithner op basis van de Franse tekst van Jean-Nicolas Bouilly (Léonore, ou l'amour conjugal) geschreven voor een andere componist: Pierre Gaveaux. 
De première vond plaats op 20 november 1805 in het Theater an der Wien in Wenen, onder leiding van de componist; bij deze uitvoering werd de ouverture Leonore nr. 2 (in C-groot) gespeeld. De eerste gereviseerde versie werd op 29 maart 1806 in hetzelfde theater voor het eerst uitgevoerd, opnieuw onder leiding van de componist, met de ouverture Leonore nr. 3 (eveneens in C). Beide ouvertures, vooral nr. 3, werden zeer populair en worden vaak als zelfstandige ouvertures uitgevoerd.
De tweede gereviseerde versie van Leonore, nu hernoemd als Fidelio, ging ten slotte op 23 mei 1814 in het Kärntnertortheater in première, met de Fidelio-ouverture in E-groot.
De opera verhaalt hoe Léonore, vermomd als gevangenbewaarder genaamd "Fidelio", haar echtgenoot Florestan van de dood redt in een politieke gevangenis.